# G8+5
De G8+5 is een groep bestaande uit de regeringsleiders van de G8-landen (Canada, Frankrijk, Duitsland, Italië, Japan, Rusland, het Verenigd Koninkrijk en de Verenigde Staten van Amerika), aangevuld met de leiders van de vijf grootste economische groeilanden (Brazilië, China, India, Mexico en Zuid-Afrika).
De groep werd opgericht in 2005, op de G8-topconferentie te Gleneagles. Tijdens de G8-topconferentie te Heiligendamm in juni 2007 werd de eerste stap gezet naar de institutionalisering van de G8+5, via het zogenaamde "Heiligendammproces".